# 貝尼格諾·阿基諾三世
貝尼格諾·西梅昂·「諾伊諾伊」·科胡昂科·艾奎諾三世（發音：[bɛˈniːɡ.no ʔɐˈkiː.no]；1960年2月8日—2021年6月24日），汉名许渐华，前菲律賓總統，出身於政治世家艾奎諾家族，是馬可仕時期的反對派領袖貝尼格諾·艾奎諾二世和其妻—後來成為總統的柯拉蓉·艾奎諾（許寰哥家族）之獨子。阿基诺三世於1998年至2007年出任菲律賓國會眾議員，2007年至2010年出任菲律賓國會參議員，於2010年菲律賓總統選舉中代表菲律賓自由黨參選總統，以42%的相對優勢當選。

## 生平
阿基诺三世於1960年2月8日生於馬尼拉三巴洛區遠東大學醫院，在父母5個孩子中排行第3。於1981年畢業於馬尼拉雅典耀大學經濟學系，之後與家人流亡海外。至1985年回國後從商。在母親柯拉蓉·艾奎諾就任總統的18個月後，舊派軍人發動軍事政變企圖推翻艾奎諾政權，叛軍攻入馬拉坎南宮，艾奎諾三世的3名保鏢均中彈身亡，艾奎諾三世也身中5槍但倖免於難，余生留有一顆子彈在他的頸部。菲律賓議員姬絲·阿奎諾為其胞妹。 

## 從政生涯
1998年起阿基诺三世從政，當選塔立第三選區的國會眾議員，並且連續三屆當選。2007年當選國會參議員，成為菲律賓的政治新星。他猛烈抨擊阿羅約夫人在任總統時期的施政，認為她不僅貪瀆及獨裁，多次要求她下台。他在2010年總統大選以絕對優勢擊敗主要對手前總統約瑟夫·艾斯特拉達和國民黨參議員曼尼·維拉，以42.08%成功當選，為18年來總統當選人得票比例的最大差距。

## 2010年菲律賓總統選舉
於2010年5月10日舉行2010年菲律賓總統選舉，阿基诺三世與副總統候選人畢乃以15,208,678票、42.08%的得票率，擊敗對手前總統約瑟夫·艾斯特拉達與國民黨的馬尼·維亞，贏得總統選舉，並於6月30日宣誓就職。

## 個人生活與公眾形象
艾奎諾三世一生未婚，曾和多位名媛交往。他最小的妹妹克莉絲·艾奎諾是著名的電視節目主持人和演員，具有相當的號召力，為艾奎諾三世一直以來人氣的提升作出了不少貢獻。
據說艾奎諾三世一天抽菸3包，於2010年菲律賓總統選舉前表示他會戒菸，但其後又向大眾宣布暫時未能戒菸，稱吸菸只是私人生活，無需向公眾交代。
2019年以後，阿基诺身體欠佳，做過多次透析以及一次心脏手术。
2021年6月24日凌晨，阿基诺住进計順市国会医疗中心，在进行透析时因心脏病突发去世。

## 爭議

### 馬尼拉人質事件
2010年8月23日，發生馬尼拉人質事件，他的處理手法受到爭議。他和政府接受電視台現場接受訪問時展露笑容，被香港傳媒描述他態度輕浮，並且引起部份香港人的強烈不滿。另外，他在就事件接受訪問時，認為電視直播導致悲劇發生，被指責為推卸責任的行為。他為笑容再次道歉說：「我的笑容可能被誤解了，我有幾種表達心情的方式：我在開心時會笑，我在面對一些不妥當的事情時也會笑...這裡的笑容只代表我的惱怒，如果我令某些人士引起誤會並感到被冒犯了，我向他們道歉」。他又再次呼籲香港人和香港政府體諒這宗慘劇，「我們正在改正處理程序中的缺失，我們也不想有這樣的結果」。但有網民未能息怒，而一名菲律賓網民則代表菲律賓人道歉，同時他也指責阿奎諾三世「是個白癡，他甚麼都沒有做，除了在電視鏡頭前傻笑。他正緩慢地殺死我們的國家」。有評論認為艾奎諾三世在處理事件的整體表現未能夠令人滿意，導致國家形象嚴重受到損害。他表示若他道歉的話即是代表國家、政府和人民也有錯，但是從菲律賓的角度看，「這宗悲劇應由事件中的獨行槍手負責，菲方一旦道歉，就等同承認國家、政府及人民犯錯」。

### 廣大興28號事件
2013年5月9日，一名臺灣漁民在公海上遭到菲律賓海巡署槍殺。在中華民國政府發表最後通牒的壓力下，艾奎諾三世指由於尊重一個中国政策，菲律賓只承認中華人民共和國，菲律賓駐臺辦事處是菲對臺事務的最高單位，駐臺代表已經向漁民道歉。此言引發臺灣民眾不滿。

### 颱風海燕
2013年11月7日，超强颱風海燕襲擊菲律賓維薩亞斯群島，造成逾千人死亡，為此阿基諾雖然於11日宣布菲律賓全國進入災難狀態，但被批評反應緩慢。艾奎諾三世在聽取災民投訴災區的情況混亂後的回應也引起災民不滿。同月10日，阿基諾到塔洛班視察，有商人向他投訴災區治安混亂，曾被人持槍威脅，阿基諾很不耐煩回應：「但你還沒死掉，對不對？」阿基諾在塔洛班聽取匯報災情，不只一次離席。

### 馬馬薩帕諾衝突
馬馬薩帕諾衝突於2015年1月25日在菲律賓棉蘭老穆斯林自治區馬京達瑙省馬馬薩帕諾圖坎納利寶村發生，為菲律賓國家警察特別行動部隊392名特種警察人員採取一項名為「Oplan Exodus」的執法行動，其後與逾千名邦薩摩洛伊斯蘭自由戰士和摩洛伊斯蘭解放陣線成員爆發嚴重流血衝突，造成14名特種警察人員受傷、44名殉職，為菲律賓歷史上官方特種人員殉職人數最高的事件。而後兩者則分別被確認有5人和聲稱有18人死亡，另外由邦薩摩洛伊斯蘭自由戰士保護下匿藏在棉蘭老島、馬來西亞聖戰組織懷疑領袖、回教祈禱團核心成員及被美國聯邦調查局列為最高級別通緝恐怖分子的Zulkifli Abdhir在警察行動中被擊斃。此外，莫洛人發言人聲稱至少3名平民受傷、7名死亡。
由於事件結果嚴重，事件受到菲律賓社會高度關注，菲律賓傳媒連日大篇幅地報道。而隨着後續的調查報告披露更多資料顯示，菲律賓總統阿基諾三世不論對事件的參與方式乃至後續對事件的處理，同樣備受猛烈抨擊；除了引起政治風波，同時激起民憤，坊間出現要求菲律賓總統阿基諾三世下台的聲音，為其帶來上任菲律賓總統5年以來最大政治危機。

## 荣誉
外国勋章奖章
- 大勋位菊花大绶章（日本，2015年5月29日公布[19]）

## 外部連結
- 官方網站（页面存档备份，存于）
- 菲律賓參議院的介紹

| 前任： 格洛麗亞·馬卡帕加爾-阿羅約 | 菲律賓總統 2010年至2016年 | 繼任： 罗德里戈·杜特地 |